# Oberrettenbach
Oberrettenbach település Ausztriában, Stájerország tartományban, a Weizi járásban. 2015 óta Gersdorf an der Feistritz része. Tengerszint feletti magassága 350 méter, területe 11,04 km². Lakosainak száma 477 fő.